# Cryphioides ocellata
Cryphioides ocellata är en fjärilsart som beskrevs av Emilio Berio 1964. Cryphioides ocellata ingår i släktet Cryphioides och familjen nattflyn. Inga underarter finns listade i Catalogue of Life.